# Muira puama
Ptychopetalum olacoides
Espèce
Classification phylogénétique
Le muira puama (Ptychopetalum olacoides) est un arbre à tronc gris de la famille des Olacaceae. Il est originaire des forêts brésiliennes, notamment des régions du Rio Negro et de l'Amazonie.
Les racines et l'écorce sont utilisés par la médecine traditionnelle au Brésil et dans les Guyanes (Suriname, Guyana et Guyane).
Racines, écorce et bois sont réputés avoir des propriétés aphrodisiaques. Ainsi, depuis 1920, on a cherché à évaluer l'utilité des extraits de cet arbre comme tonique sexuel et remède à l'impuissance. Parmi les composants actifs, on trouve des stérols et un alcaloïde (la muirapuamine) qui seraient aptes à améliorer la capacité érectile et la libido.